# Purwokerto
Purwokerto là một thành phố của Indonesia. Thành phố nằm trên đảo Java. Thành phố thuộc tỉnh Trung Java, thành phố là huyện lỵ huyện Banyumas. Diện tích là 38,58 km2, dân số năm 2005 là 249.705 người.
Purwokerto nằm gần chân núi Slamet, núi lửa cao nhất ở Trung Java. Thành phố được chia cắt bởi Kranji Kali (sông Kranji), và nằm gần hai tuyến đường bộ chính Đông-Tây, Jalan Sudirman và Jalan Gatot Subroto. 
Huyện Banyumas thành lập năm 1582. Người sáng lập của nó là Raden Joko Kahiman mà sau này trở thành nhiếp chính đầu tiên được biết như Duke Mrapat. Lịch sử bắt đầu từ thời đại của Pajang Vương quốc Hồi giáo, dưới thời vua Hồi giáo Hadiwijaya.